# Lakeview, Alabama
Lakeview là một thị trấn thuộc quận DeKalb, tiểu bang Alabama, Hoa Kỳ. Dân số năm 2009 là 176 người, mật độ đạt 107 người/km².